# Université Gautam Buddha
L'université Gautam Buddha (en hindi : गौतम बुद्ध विश्वविद्यालय) est une université publique située dans la ville de Greater Noida dans l'état de l'Uttar Pradesh, en Inde.